# Wenquan (sockenhuvudort i Kina, Qinghai Sheng, lat 35,22, long 99,66)
Wenquan (kinesiska: 温泉, 南木塘, 温泉乡) är en sockenhuvudort i Kina. Den ligger i provinsen Qinghai, i den nordvästra delen av landet, omkring 250 kilometer sydväst om provinshuvudstaden Xining. Antalet invånare är 9 179. Befolkningen består av 4 313 kvinnor och 4 866 män. Barn under 15 år utgör 30 %, vuxna 15-64 år 65 %, och äldre över 65 år 4,0 %.
Runt Wenquan är det mycket glesbefolkat, med 5 invånare per kvadratkilometer. Det finns inga andra samhällen i närheten. Trakten runt Wenquan består i huvudsak av gräsmarker.
Genomsnittlig årsnederbörd är 550 millimeter. Den regnigaste månaden är juli, med i genomsnitt 150 mm nederbörd, och den torraste är december, med 3 mm nederbörd.